# Симура-Сакауэ (станция)
Станция Симура-Сакауэ (яп. 志村坂上駅 симура сакауэ эки) — железнодорожная станция на линии Мита расположенная в специальном районе Итабаси, Токио. Станция обозначена номером I-21.  На станции установлены автоматические платформенные ворота.

## Планировка станции
Две платформы бокового типа и 2 пути.
| 1 | ○ Линия Мита | Сугамо, Отэмати, Мэгуро, Хиёси |
| 2 | ○ Линия Мита | Ниси-Такасимадайра             |

## Близлежащие станции
| «            |  | Линия      |  | »              |
| ------------ |  | ---------- |  | -------------- |
| Мотохасунума |  | Линия Мита |  | Симура-Сантёмэ |